# Табор (город)
Та́бор (чеш. Tábor) — город в южной Чехии (Южночешский край), на возвышенном правом берегу реки Лужнице. Муниципалитет с расширенными полномочиями и административный центр района Табор.
Население 36000 жителей (2004). На 1947 год население составляло 18000.
Промышленность — в основном в пригородах (электротехническая и станкостроительная — в Сезимово-Усти; производство синтетического волокна — в Плане; развиты также машиностроение, пищевая (табачный завод), текстильная и бумажная промышленность).

## История
Возник на месте старинного поселения Градиште в 1420, во время Гуситского движения. Город был назван в честь горы Фавор (лат. Thabor) в Святой Земле, а точнее — в Северной Галилее (Израиль). Название быстро превратилось в народе в табор (по-чешски — укрепленный лагерь). Поселение стало ядром таборитского движения; в 1430-х Табор являлся уже крупным экономическим центром; в 1436 им были получены права королевского города. В 1452 Табор был захвачен Йиржи Подебрадом.
В 1903 году город был соединён электрифицированной железной дорогой с городом Бехине.

## Достопримечательности
Архитектурные памятники:
- Башня замка Котнов и Бехиньские ворота (XV век),
- готический костёл Преображения Господня на горе Табор (1512),
- Старая городская ратуша в стиле поздней готики (кон. XVI в., в ратуше расположен Гуситский музей),
- так называемый Фронтонный дом (1532).

Памятники Яну Жижке и Яну Гусу — на центральной (Жижковской) площади. Обширные подземные помещения, в которых скрывались участники Гуситского восстания.
В окрестностях — развалины замка Кози-Градек (чеш. Kozì Hrádek), где укрывался Ян Гус в 1412—1414. Минеральные источники.

## События
Город Табор популярен среди дегустаторов пива и представителей ассоциаций собирателей пивной атрибутики в разных странах. Уже 20 лет подряд, в конце января — начале февраля в Таборе проходит фестиваль «Пивная печать».

## Население
| 1869    | 1869    | 1880    | 1880    | 1890    | 1900    | 1900    | 1910    | 1910    | 1921    | 1930    | 1930    |
| ------- | ------- | ------- | ------- | ------- | ------- | ------- | ------- | ------- | ------- | ------- | ------- |
| 6717    | ↗10 339 | ↗11 251 | ↘7413   | ↗12 652 | ↗15 155 | ↘10 703 | ↗17 495 | ↘11 926 | ↗18 204 | ↗19 425 | ↘14 250 |
| 1950    | 1950    | 1961    | 1961    | 1970    | 1970    | 1980    | 1980    | 1991    | 1991    | 2001    | 2011    |
| ↗18 914 | ↗23 696 | ↗24 528 | ↘19 433 | ↗26 627 | ↗27 181 | ↗31 867 | →31 867 | ↗36 342 | →36 342 | ↗36 557 | ↘34 430 |
| 2016    | 2017    | 2018    | 2019    | 2020    | 2020    | 2021    | 2021    | 2022    | 2023    | 2024    |         |
| ↗34 641 | ↘34 482 | ↘34 467 | ↘34 456 | ↗34 858 | ↘34 277 | ↘34 119 | ↘33 360 | ↗33 410 | ↗34 301 | ↗34 370 |         |

## Города-побратимы
- Вельс, Австрия
- Доль, Франция
- Констанц, Германия
- Оринда, США
- Синт-Никлас, Бельгия
- Формиджине, Италия
- Шкофья-Лока, Словения

## Персоналии
- Арбайтер, Ян Добромил — почётный гражданин города.